# Venturia simillima
Venturia simillima är en stekelart som beskrevs av Maheshwary 1977. Venturia simillima ingår i släktet Venturia och familjen brokparasitsteklar. Inga underarter finns listade i Catalogue of Life.